# Arceuthobium oxycedri
Arceuthobium oxycedri é uma espécie de planta com flor pertencente à família Santalaceae. 
A autoridade científica da espécie é (DC.) M.Bieb., tendo sido publicada em Flora Taurico-Caucasica 3: 629. 1819.

## Portugal
Trata-se de uma espécie presente no território português, nomeadamente em Portugal Continental.
Em termos de naturalidade é nativa da região atrás indicada.

## Protecção
Não se encontra protegida por legislação portuguesa ou da Comunidade Europeia.